# Hubert Krüger
Hubert Krüger (* 16. Januar 1914 in Stettin; † 23. September 2002) war ein deutscher Physiker, Ordinarius für Experimentalphysik und langjähriger Direktor des Physikalischen Instituts der Eberhard Karls Universität Tübingen.

## Leben
Krüger wurde 1939 an der Technischen Hochschule Berlin bei Hans Kopfermann promoviert. Er leistete Wehrdienst, arbeitete bei Siemens unter der Leitung von Gustav Hertz und wurde nach englischer Kriegsgefangenschaft 1945 Kopfermanns Assistent in Göttingen. Dort arbeitete er an hochfrequenzspektroskopischen Methoden zur Untersuchung von Kernmomenten. Dabei entdeckte und behandelte theoretisch die Kernquadrupolresonanz. Nach seiner Habilitation 1951 widmete er sich der Hochfrequenzspektroskopie angeregter Atomzustände und ermittelte mit Mitarbeitern, in Göttingen und ab 1953 in Heidelberg als Dozent – elektrische Kernquadrupolmomenten aus der Hyperfeinstruktur von angeregten Atomen.
1956 löste Krüger Walther Kossel als Lehrstuhlinhaber für Experimentalphysik an der Eberhard Karls Universität Tübingen, wo er Direktor des Physikalischen Instituts wurde. Neben der Spektroskopie weitete er sein Tätigkeitsfeld auf andere Gebiete der Atomphysik (atomare Stoßvorgänge und Röntgenbremsstrahlung) aus. 1982 wurde Krüger emeritiert.